# 市中区 (枣庄市)
市中区是中国山东省枣庄市所辖的一个市辖区。位於棗莊市中部偏東，北靠山亭區，東連蘭陵縣，西與薛城區接壤，南同嶧城區毗鄰，总面积为375平方公里。區人民政府駐君山路321號。

## 行政区划
市中区下辖6个街道办事处、5个镇：
中心街街道、垎塔埠街道、矿区街道、文化路街道、龙山路街道、光明路街道、税郭镇、孟庄镇、齐村镇、永安镇和西王庄镇。

## 历史
市中區， 之前名稱為城區棗莊，早在唐、宋時期形成村落，元、明以後隨着煤炭工業的發展，逐步形成集市。
民國十七年（1928年）建棗莊鎮，直屬嶧縣。
1958年11月嶧縣治所由嶧城遷至棗莊。1960年1月撤銷嶧縣建制，建立縣級棗莊市。
1961年6月建立縣級棗莊鎮，直屬棗莊市。10月棗莊市升格為省轄市，下轄齊村、嶧城等4區。
1976年7月建立棗莊市市中區，下轄2處人民公社和3處街道；同年12月合併為1處人民公社和1處街道。
1981年12月1處街道分設為5處街道。
1983年11月區劃調整，市中區轄區又增加了原屬齊村區的9處人民公社和1處社改鄉。

## 人口
根據第七次全国人口普查數據，截至2020年11月1日零時，市中區常住人口為613015人。